# Mika Lehkosuo
Mika Lehkosuo (Helsínquia, 8 de janeiro de 1970) é um ex-jogador de futebol e treinador finlandês detentor de cinco títulos da Veikkausliiga e seis da Copa da Finlândia.

## Biografia
Nascido na cidade finlandesa de Helsínquia em 8 de janeiro de 1970, Lehkosuo é o irmão mais novo de Ari Lehkosuo, ex-jogador de futebol campeão nacional em 1978. Iniciou a carreira em equipas de menor expressão até se transferir para o Helsingin JK em 1993. Foi emprestado ao Jaro no ano seguinte; contudo, disputou somente uma partida pelo clube. Estreou pelo Helsingin JK em 1995 e conseguiu destaque nos últimos anos da década de 1990, quando formou o médio do campo com Aki Riihilahti e Jarkko Wiss. Este plantel foi campeão de dois campeonatos nacionais e também conquistou o tricampeonato da Copa da Finlândia e da Copa da Liga.
Na temporada de 1998–99 da Liga dos Campeões da UEFA, Helsingin JK foi o primeiro clube a alcançar a fase de grupos na história da competição. Lehkosuo foi o capitão da equipa em todos os jogos e marcou dos golos, incluindo na vitória sobre o Benfica. Mais tarde, transferiu-se para o Perugia da Itália, onde disputou onze partidas. Ele se tornou o primeiro finlandês a atuar no primeiro escalão italiano. Em agosto de 2000, sofreu uma lesão no joelho. Ele encerrou a carreira como jogador três anos depois por consequências desta lesão.
Em meados de 2005, Lehkosuo assumiu o cargo de treinador do Honka, equipa pela qual obteve êxito na Ykkönen. Também venceu as edições de 2010 e 2011 da Copa da Liga Finlandesa e a Copa da Finlândia de 2012. Ele também atuou como assistente de Mixu Paatelainen na seleção finlandesa de 2013 até o verão de 2015. Foi no ano de 2014 que retornou ao Helsingin JK. Entre suas principais conquistas pela equipa, destaca-se o tricampeonato da Veikkausliiga e o bicampeonato da Copa da Finlândia. Em 2019 foi demitido do Helsingin JK por obter uma sequência negativa de resultados. No mesmo ano, assinou por duas temporada com o norueguês Kongsvinger.

## Palmarés

### Jogador
Helsingin JK
- Veikkausliiga: 1997 e 2002.[1]
- Copa da Finlândia: 1996, 1998 e 2000.[2]
- Copa da Liga Finlandesa: 1996, 1997 e 1998.[2]

### Treinador
Honka
- Copa da Finlândia: 2012.[1]
- Copa da Liga Finlandesa: 2010 e 2011.[1]
- Ykkönen: 2005.[6]

Helsingin JK
- Veikkausliiga: 2014, 2017 e 2018.[11]
- Copa da Finlândia: 2014 e 2017.[1]
- Copa da Liga Finlandesa: 2015.[2]